# Flåmsbana
Flåmsbana je malá lokální železnice i společnost v kraji Sogn a Fjordane v Norsku, vzdálená přibližně 216  km severozápadně od Osla. Trať tvoří spojku mezi městečkem Flåm, ležící na břehu Aurlandsfjordu, pokračování Sognefjordu a zastávkou Myrdal, na trati Oslo – Bergen (z roku 1909). Stavba tratě byla zahájena v roce 1923 a trvala 20 let, během těchto let dělníci odpracovali 6 165 350 pracovních hodin. V současné době je traťový provoz zaměřen na turistiku. Trať patří mezi nejstrmější železniční dráhy s adhezním provozem na světě.
Trať prochází přírodně pěkným horským údolím říčky Flåmselva, která vytéká z jezera Reinungavatnet poblíž horní stanice Myrdal. Pod jezerem Reinungavatnet je zastávka Kjosfossen, ze které je krásný pohled na vodopád. Pro zatraktivnění místa vystupuje pro turisty na kamenech pod vodopádem víla za doprovodu reprodukované hudby (r. 2007). Souprava na celé trati zastavuje jen na dvou místech, při míjení vlaků u Berekvamu a v zastávce pod vodopádem. Souběžně údolím vede i horská silnice, která vrcholový úsek pod horou Myrdalsberget překonává 21 serpentinami. V dolní části prochází trať údolím, kde okolní vrcholy dosahují výšky až 1400 m, přitom dolní stanice ve Flåm je pouhé 2 metry nad hladinou moře.

## Výstavba

### Osoby a personál
Jako každá investice ze státních nebo soukromých zdrojů, tak i stavby Flåmsbany představovala pro místní oblast Flåm nové pracovní příležitosti. Na stavbě bylo zaměstnáno mnoho obyvatel, kteří se přímo účastnili stavebních prací a další pracovali v odvětvích, která stavbu doprovází a jsou s ní přímo po dobu stavby spojena. Mimo jednotlivců, pracovaly na stavbě i celé rodiny. Některé z nich v oblasti Flåm zůstaly i po dokončení stavby. Pracovní místa byla vytvářena postupně a v určité fázi stavby i rušena pod vlivem vnějších událostí. Z počátku bylo na stavbě zaměstnáno 120 mužů. V době druhé světové války a následně nepříliš dobré ekonomické situace byl počet pracovních míst snížen. Z počátku a až v roce 1937 bylo na stavbě zaměstnáno kolem 280 pracovníků. V době probíhající druhé světové války byl tento počet v průměru snížen na 75 míst. S pracovníky, kteří se přímo podíleli na stavbě trati, byly v místě provozovány i další profese, které zajišťovaly ostatní chod stavby, např. kuchaři, tesaři, ubytovací služby, dopravci ale i učitelé pro děti rodin pracující na stavbě, kněží a další.

### Ubytování
Ubytování bylo pro zaměstnance stavby zřízeno v okolí stavby ve dvou provedeních. Základním ubytováním pro samostatné pracovníky bylo zřízeno v ubytovnách. Původně se předpokládalo ubytování na okolních farmách, ale ty svojí kapacitou nebyly schopny zajistit ubytování v takovém rozsahu. V okolí bylo tedy vybudováno celkem osm ubytoven, tři v Myrdalu, po jedné v Kårdal, Berekvam a Høga a další dvě mezi Høgou a Flåm. Poslední dvě uvedené ubytovny byly koncipovány rodinné, to znamená, že zde bydlela celá rodina stavebního dělníka nebo řemeslníka pracujícího na stavbě včetně dětí. Rodiny zaměstnanců na vyšších stavebních funkcí bydlely v soukromí v oddělených domech ve Flåm a Myrdalu. Ubytovny pro samostatné pracovníky bylo strohé, v jedné ubytovně bylo ubytováno 16 mužů po čtyřech na pokoji.
Na Myrdalu, tj. v horní stanici dráhy, byla vybudována malá obec, vybavená obchodem s potravinami, telefonní stanicí. Pro děti zaměstnanců zde byla v letech 1899–1982 provozována i škola. Na tuto dobu byla i nadstandardně vybavena i bazénem. Dalším centrem osob pracujících na stavbě byl Berekvam. Byly zde školy, obchod se smíšeným zbožím a malá kavárna. Berekvam byl taktéž místem spojení s okolím světem a bylo zde i autobusové nádraží.

### Práce
Práce nebyly nijak jednoduchá a byly fyzicky náročné. Pracovní doba trvala celý den a až na výjimky se jednalo pouze o ruční práce. Za odvedenou práci byla zaměstnancům vyplácena mzda ve výši 1,60 až 1,70 NOK za hodinu. Zaměstnanci, kteří se na stavbu přestěhovali i s rodinami, dostávali příplatek ve výši pěti centů jako podporu pro každého příslušníka rodiny. Tento systém vyplácení mzdy byl prováděn až do roku 1929. Pro pracovníky, kteří pracovali pod vrcholovou stanicí Myrdal, byl od roku 1930 příspěvek zvýšen na deset centů. Na stavbě se pracovalo ve skupinách – stavebních partách. Každá stavební parta si samostatně zajišťovala stavební nářadí a další potřebné věci, které nebyly hrazeny z rozpočtu stavby. Například se jednalo o platbu za stravu, mzdu kuchaře, který dostával 18–25 centů od každého člověka. Dalšími výdaji byla platba za kovářskou profesi, kdy kováři vyráběli nebo opravovali nářadí. V některých případech, při rubání skály, usnadňovalo toto použití dynamitu, za ten však skupiny musely platil.

### Tunely
Příkrý terén na úbočí byl příčinou častých sesuvů půdy a kamení. I přes tyto rizika bylo v těžkém terénu na trati Flåmsbany vyraženo celkem 20 tunelů, přičemž nejdelší tunel je 1 341,5 m dlouhý. Celková délka tunelů je 1/4 délky, což je 5 692,6 m. Ražba tunelů byla náročná a riziková práce a postup takové ražby byl pomalý i s ohledem na to, že se ražba prováděla ručně. Výjimka, kdy se pro ražbu tunelu použil dynamit bylo u tunelů Nåli a Vatnahalsen.
Stavbu, resp. ražbu tunelů, ale i ostatní práce provázely drobné i větší nehody, mezi zdokumentované nehody patří i amputace ruky nebo úmrtí dvou pracovníků po těžkém zranění v roce 1925 a 1938. Ale ani samotná ruční ražba, vrtání kamene, se neobešlo bez rizika. Někteří pracovníci měli poškozené zdraví vlivem vdechování prachu, který vzniká při vrtání kamene a někteří i zemřeli na silikózu nebo byli následně postiženi po zbytek života. Výskyt těchto postižení následkem vrtání kamene byl závažný a tak v roce 1937 proběhlo vyšetření v nemocnici Haukeland v Bergenu. U mnohých pracovníků byla silikóza sice zjištěna, ale vedení stavby nepřijalo žádná opatření, která by zlepšila pracovní podmínky.
Mimo tunelů bylo jako ochrana před sněhem a lavinami vybudováno několik sněhových galerií v horním úseku trati, mezi stanicemi Myrdal a Bakli.

### Sesuvy
Sesuvy půdy byly častým jevem doprovázející stavbu a během stavby došlo k několika sesuvům. Vážným sesuvem byla událost v roce 1924, kdy u Høga došlo k velkému sesuvu půdy, který měl za následek přerušení plánované trasy. Tento sesuv odkryl velmi nepříznivé složení horniny a uvažovalo se i o ražbě tunelu v tomto místě, avšak finančně velmi nákladné. Jako postačující řešení se ukázalo provést odklon trasy dále od svahu a vyhloubení dostatečně velkého příkopu, který by zastavil případný sesuv horniny. S touto změnou projektu souvisí i přeložení silnice na protilehlý svah údolí a byly vystavěny potřebné mosty.
Stavbu neohrožovaly samotné sesuvy, ale i sesuvy, které vznikaly jako následek sněhových lavin. Takovým případem je i rok 1925. Nejprve se utrhla sněhová lavina u Big Reppa. Následkem jejího pádu bylo stržení kamení k přístupu plánovanému tunelu. Později, v dubnu téhož roku došlo k dalšímu sesuvu o mocnosti 1 000 m³ nad Berekvam. Další dva velké sesuvy byly zaznamenány v roce 1928, kdy došlo k lavinovému sesuvu u Nåli a tunelu Blom Heller. Při tomto sesuvu se uvolnily velké kameny o objemu až o velikosti 6 m³. U Lille Reppa byl lavinou zničen silniční most. Mimo těchto velkých sesuvů se vyskytovaly i další menší sesuvy, které nebyly tolik závažné.

### Doprava materiálu
Jako každá stavba, tak i tato vyžadovala velký objem přepravovaného materiálu stavby ale i zásoby potravin a jiného materiálu. U budoucí stanice Myrdal byl svah tak příkrý, že se často jednalo o lezení po strmém svahu pokrytém sutí.
Pro tuto práci byli najímání dopravci z okolí, kteří stavbu uvítali jako další zdroj financí. Dopravci byli dříve zaměřeni na přepravu turistů. Tuto činnost vykonávali i v době stavby, ale v noci se nechávali najímat k přepravě stavebního materiálu. Tato dvojí činnost však přinášela úskalí v podobě vyčerpání jak dopravců, tak i tažných koňů. Protože následkem vyčerpání docházelo k nehodám, vedení stavby vydalo nařízení, podle něhož byla doprava omezena pro jednu osobu a koně na tří po sobě následujících cesty za den. Koně se také používaly k tažení vozů s horninou na pevném podkladu. Jeden čas byla doprava dozorována i policistou na koni.

### Otevření
Průběh stavby a realizace se potýkala s mnoha komplikacemi. Podle rozsahu potíží docházelo i k dočasnému zastavení postupu prací, avšak přírodní katastrofy a ani pokles finančních zdrojů nebyl příčinou přerušení stavby.
V roce 1936 bylo zvýšeno stavební úsilí a 1. srpna 1940 byla železnice pro nákladní dopravu předčasně otevřena. Důvodem byl silný tlak Německa za druhé světové války, které potřebovalo zajistit přísun suroviny pro výrobu hliníku v Årdal.
Teprve 10. února 1941 byla železnice otevřena i pro osobní dopravu. Doba jízdy z Myrdal do Flåm, vlaky tažené parními lokomotivami, byla 1 hodinu a 5 minut, dnes trvá cesta 50 minut.

## Historie

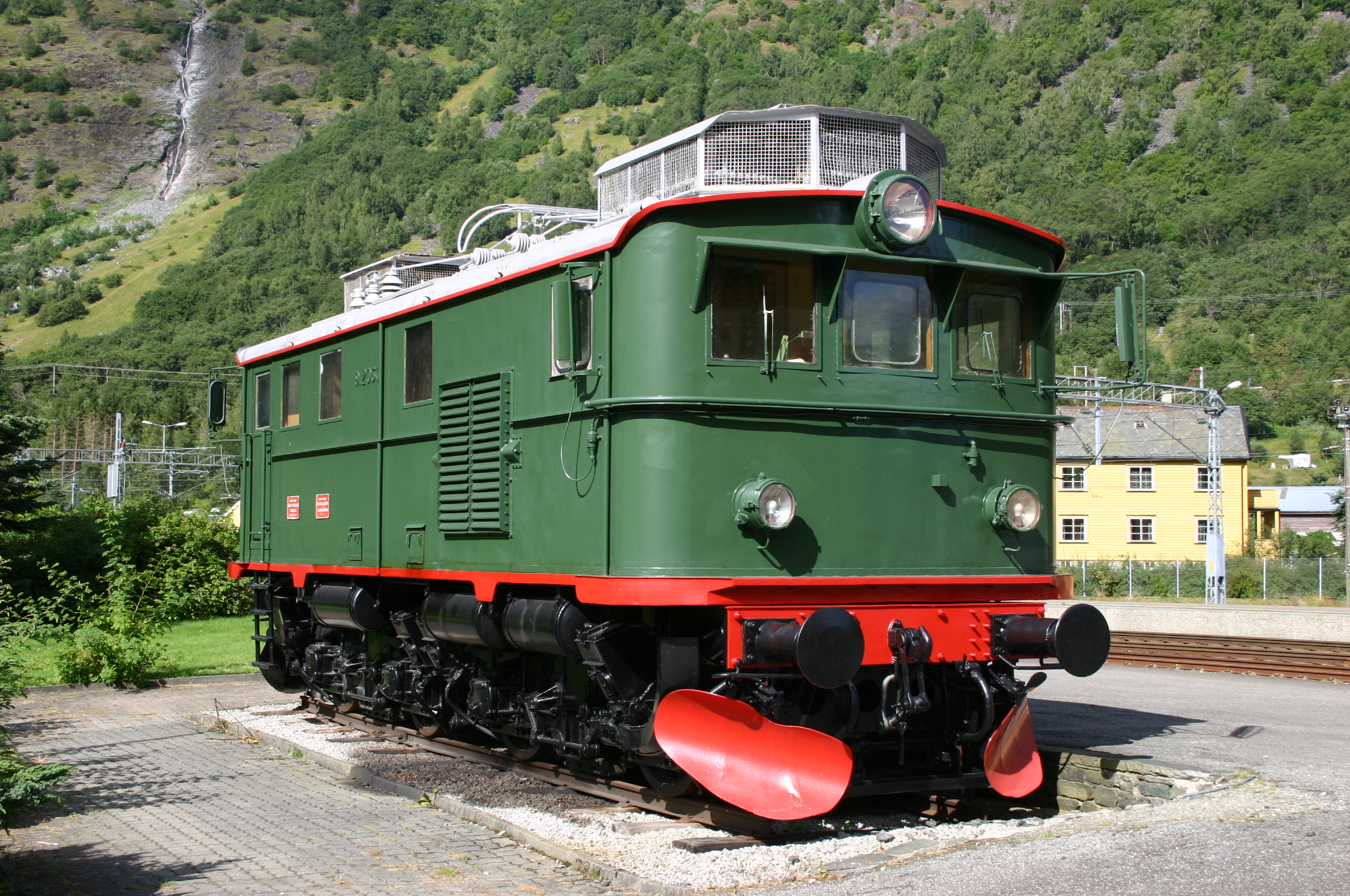
Jeden ze starších strojů Flåmsbana, El 9.2063

Ještě před otevřením tratě Oslo – Bergen v roce 1909 vznikl projekt na propojení této tratě s přístavním městečkem Flåm na břehu Aurlandsfjordu (pokračování Sognefjordu). Projekt byl odsouhlasen norským parlamentem v roce 1908. Trať byla od počátku plánována jako adhezní s tím, že by v některých nejvíce strmých úsecích byla použita ozubnice. V roce 1923 bylo dodatečně rozhodnuto o elektrizaci tratě.
Stavební práce byly zahájeny v roce 1923 a pokračovaly až do roku 1947. Vzhledem k výstavbě během války a poválečné situaci nebyla trať oficiálně otevřena a tento formální úkon byl proveden až po 40 letech v roce 1980 soudním rozhodnutím.
Pravidelný provoz byl na trati zahájen 10. února 1941 s parními lokomotivami, od října 1944 i elektrickými lokomotivami.
V současné době nemá trať plný dopravní význam. Ale vzhledem k zájmu okolních obcí a kraje jsou na trati v letních měsících provozovány turistické vlaky samostatnou společností Flåmsbana. Podle údajů z roku 2005 přepraví společnost ročně kolem 400 000 pasažérů, v roce 2007 téměř 600 000 pasažérů.
V městečku Flåm, severní a nejníže položená stanice (výška 2 m n. m.) je muzeum, ve kterém je expozice stavebních zařízení, materiálů, původních lokomotiv, vozů a dokumentů z výstavby železnice.

## Profil a stavba tratě

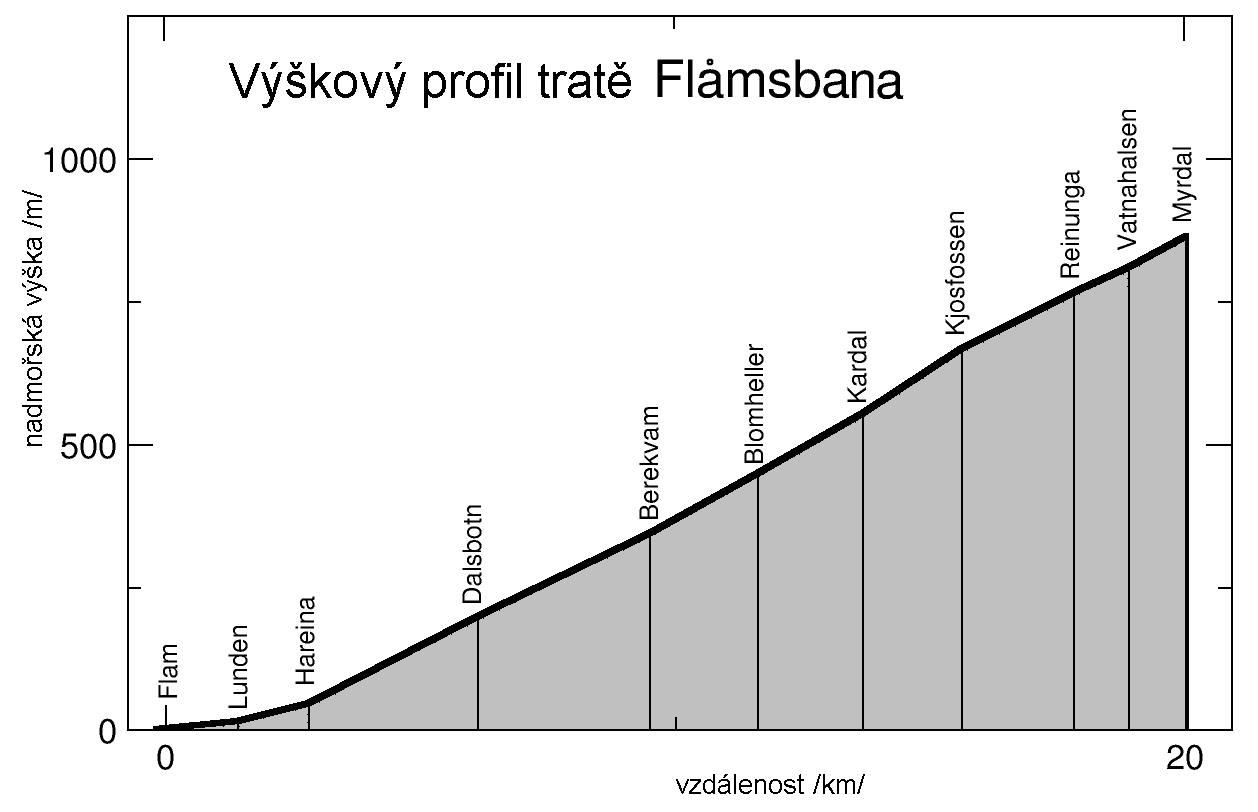
Výškový profil tratě

Trať je označována jako mistrovské dílo stavitelů a projekce tratě. Na celkové délce tratě 20,2 km je celkem 20 tunelů v celkové délce 5,7 km, to je 1/4 celkové délky tratě.
I přes velký sklon tratě je trať pouze adhezní (běžný styk kola a kolejnice). Proto jsou tamní vlaky vybaveny pěti brzdovými systémy.
Mezi horní a dolní stanicí je na délku 20,2 km převýšení 865,5 m (též se uvádí 863,6 m), což představuje průměrný sklon tratě 42,75 ‰. V nejstrmějším místě má trať podélný sklon (stoupání) 55,6 ‰. Podle textů na stránkách provozovatele dráhy a dokumentačního střediska věnujícímu se této dráze má 80 % délky tratě stoupání 55 ‰, což tuto trať řadí mezi nejstrmější železniční tratě normálního rozchodu s adhezním provozem na světě. Podle technických informací na webu provozovatele je údaj 55 ‰ maximální stoupání této trati, zatímco údaj o 79,3 % délky trati se vztahuje k 16km úseku, kde je stoupání vyšší než 28 ‰.
Podle popisku k dokumentárnímu videu norské veřejnoprávní mediální společnosti NRK na webu Gonorsk.com či podle železničního modeláře a cestovatele Sveina Sæbø je tato trať třetí nejstrmější adhezní dráhou normálního rozchodu na světě. Dokument německého železničního dopravce Deutsche Bahn zároveň uvádí 3 adhezní dráhy s normálním rozchodem, které Flåmsbanu překonávají z hlediska maximální hodnoty podélného sklonu trati.
V liniovém zobrazení tratě je u stanic a zastávek uvedena kilometráž, rok jejich výstavby a výška nad mořem. U tunelů je uvedeno období jejich ražby a jejich délka. Zastávka Kårdal je mimo provoz. Zastávka Kjosfossen je částečně tesána ve skále.

## Galerie

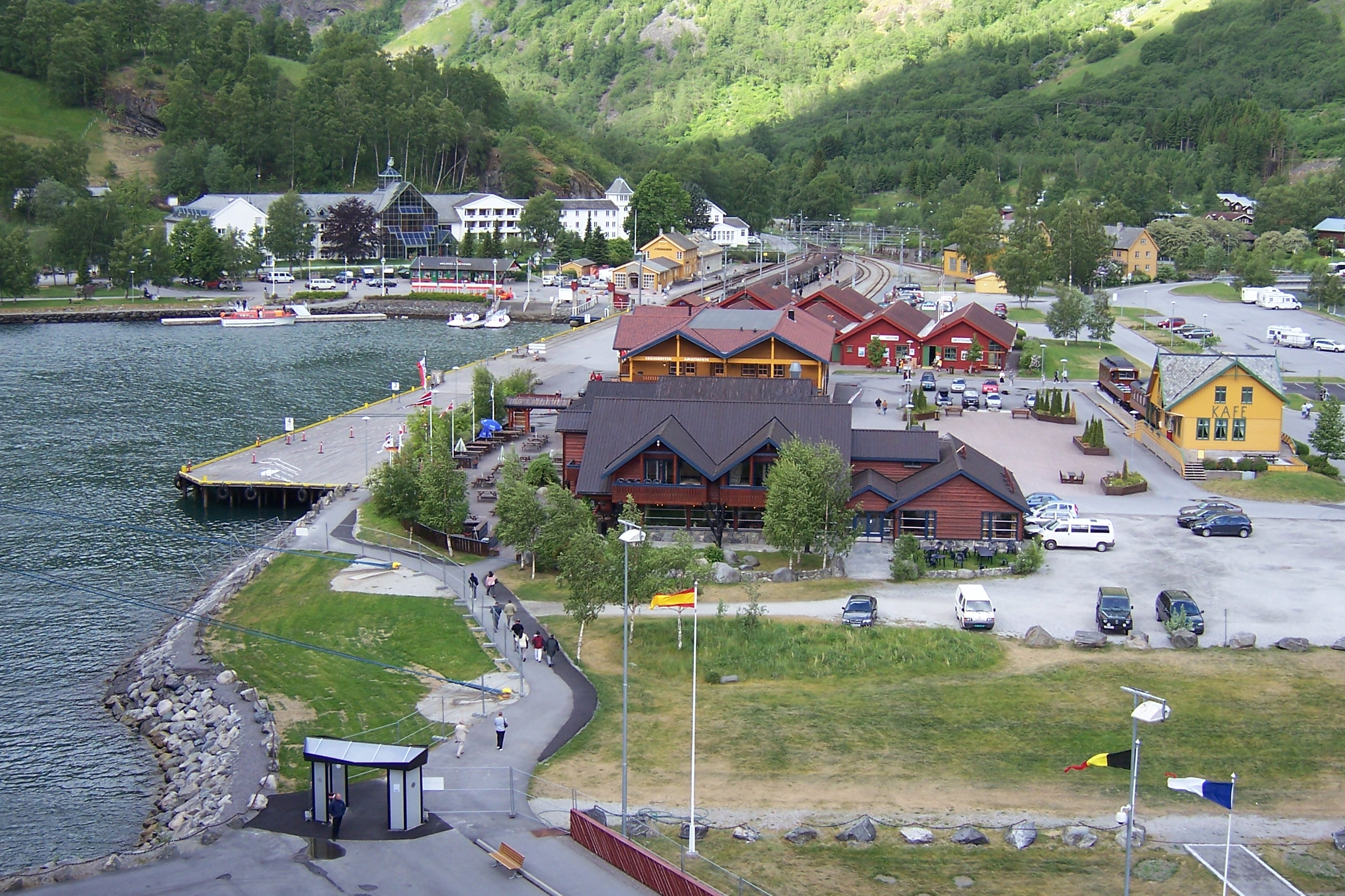
Dolní stanice Flåm, vlevo přístav
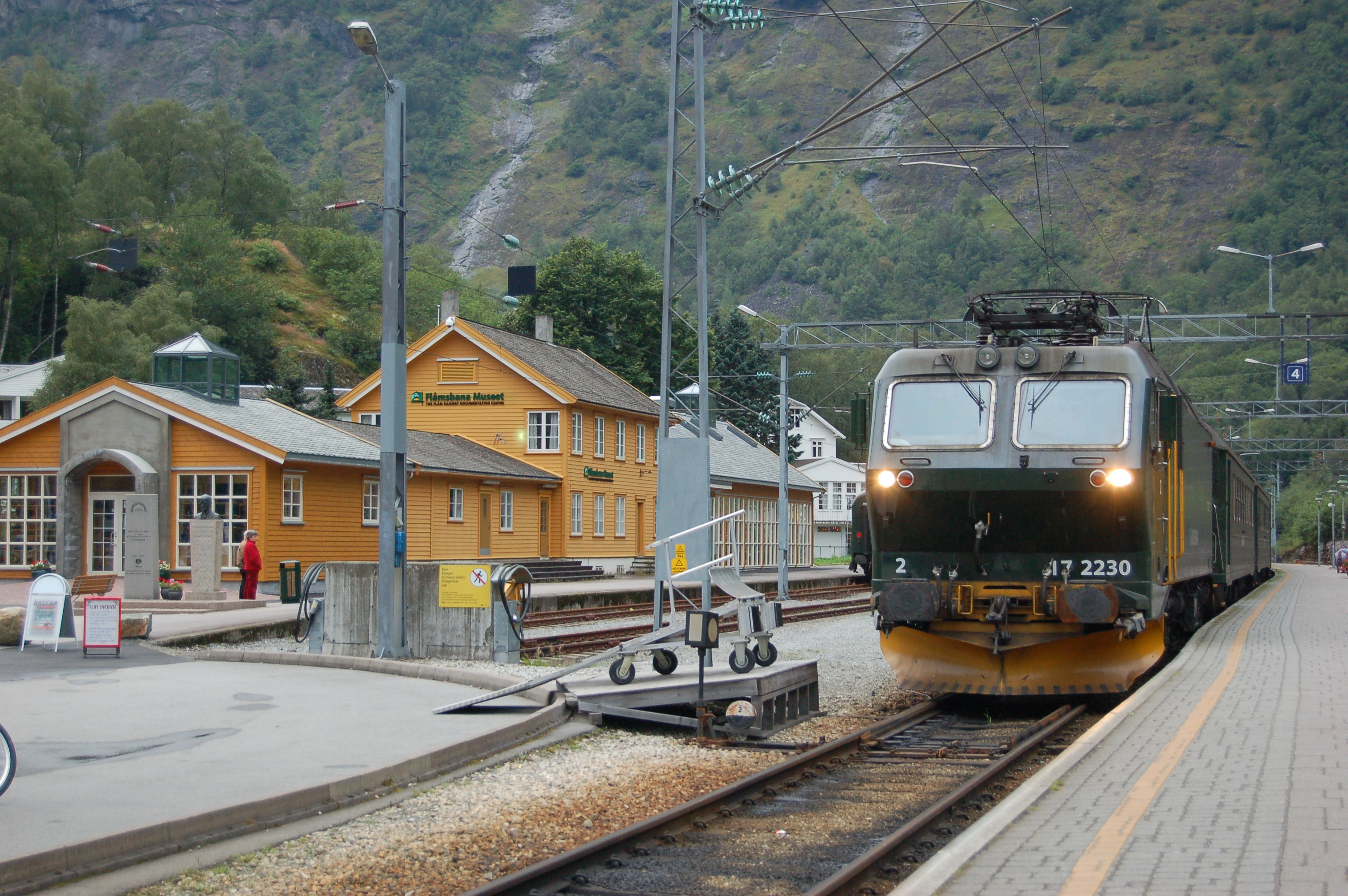
Dolní stanice Flåm, dolní stanice
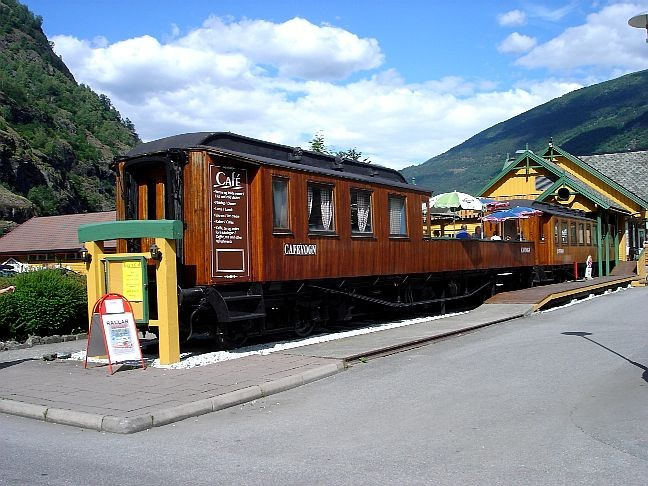
Přestavěný vagon na restaurační zařízení
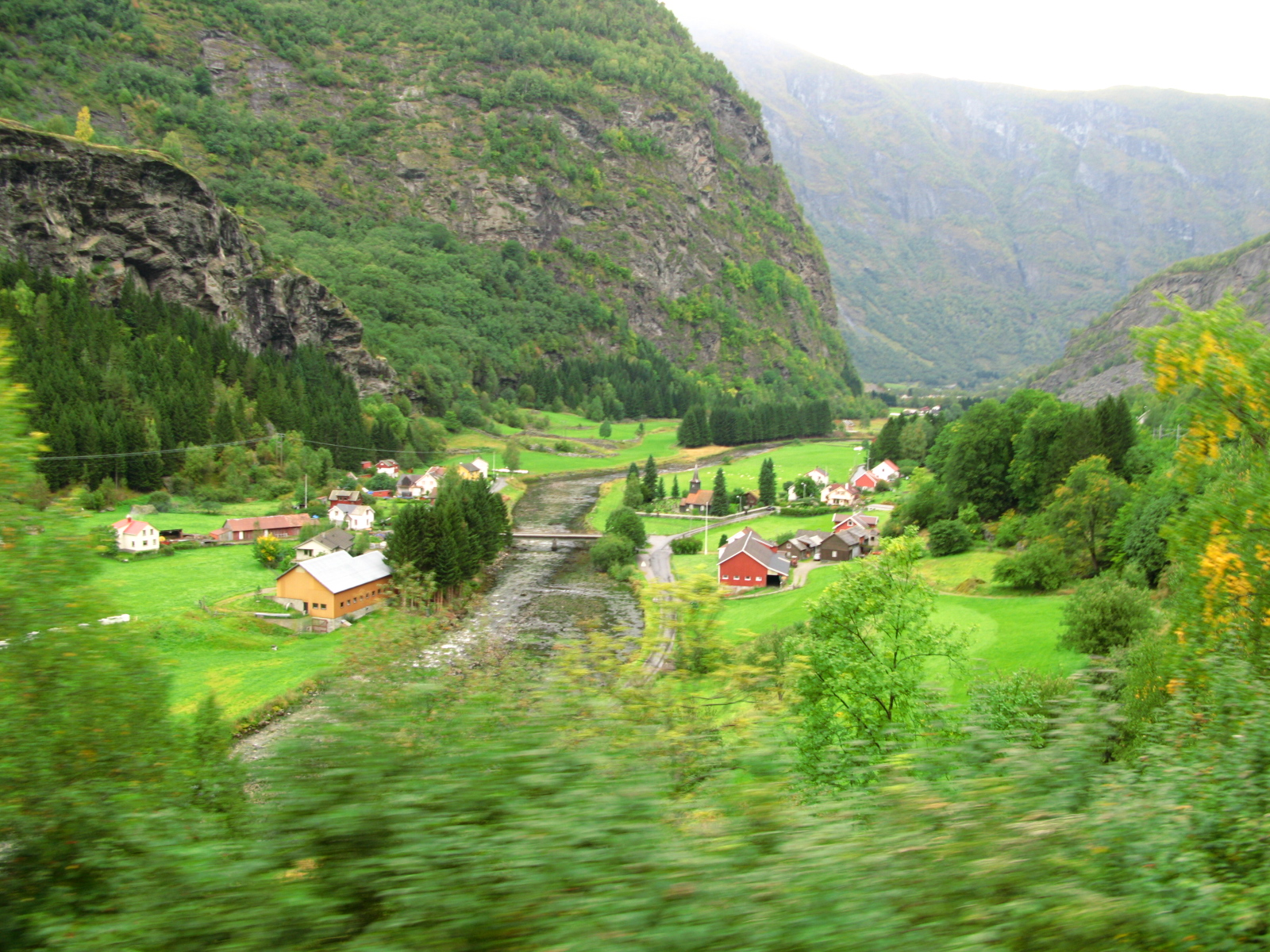
Pohled do údolí
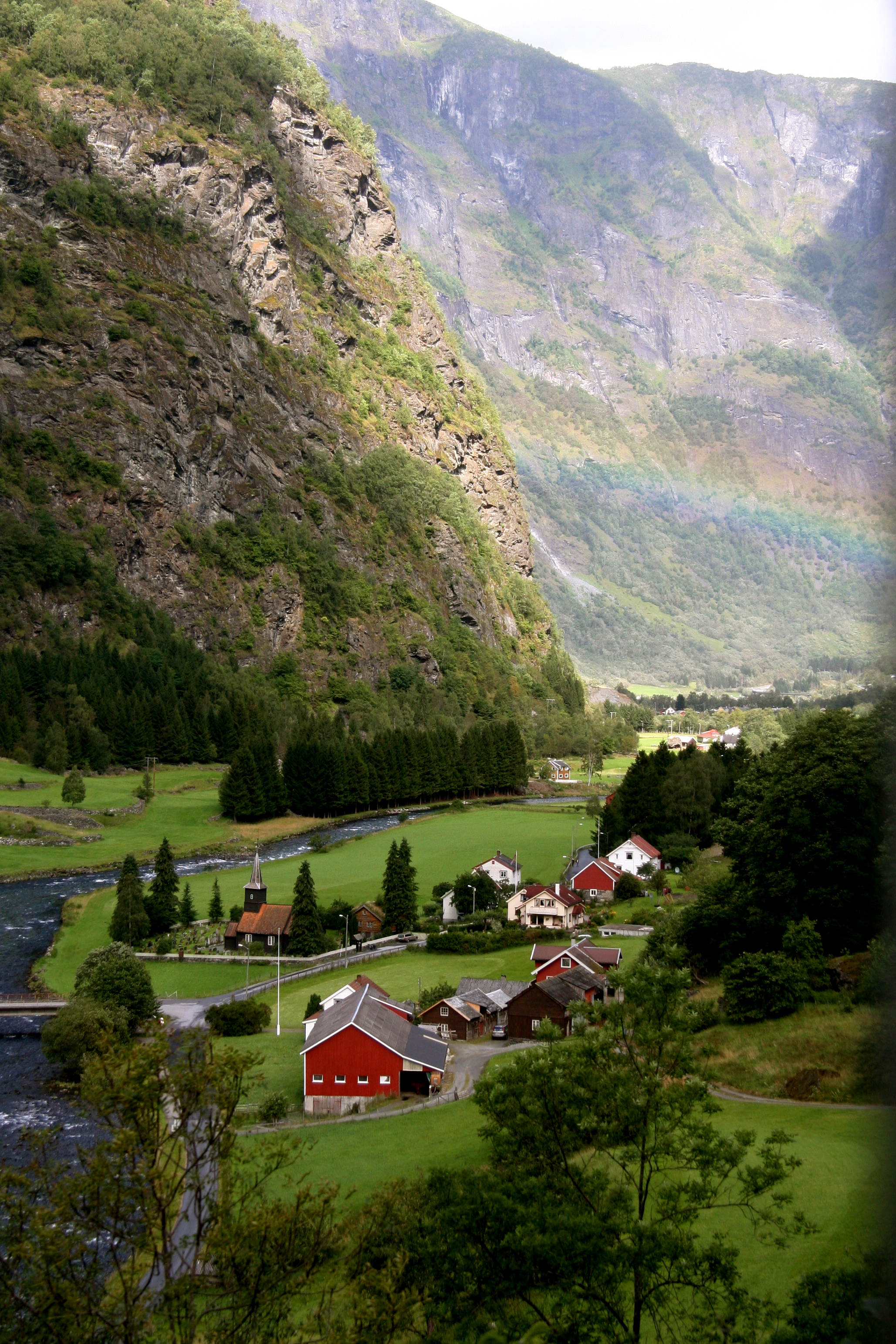
Pohled do údolí
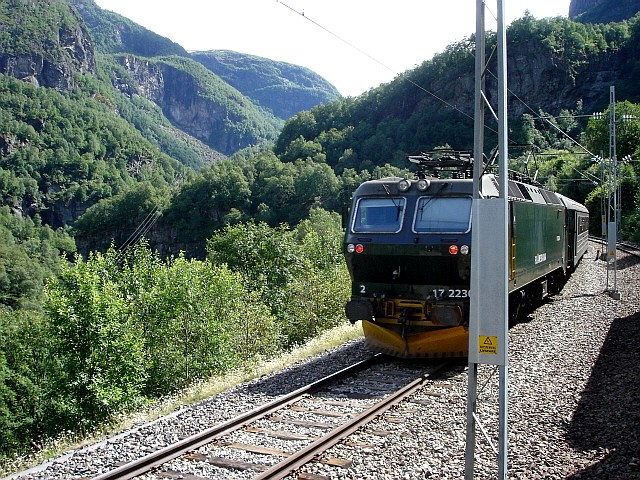
Míjení souprav u Berekvamu

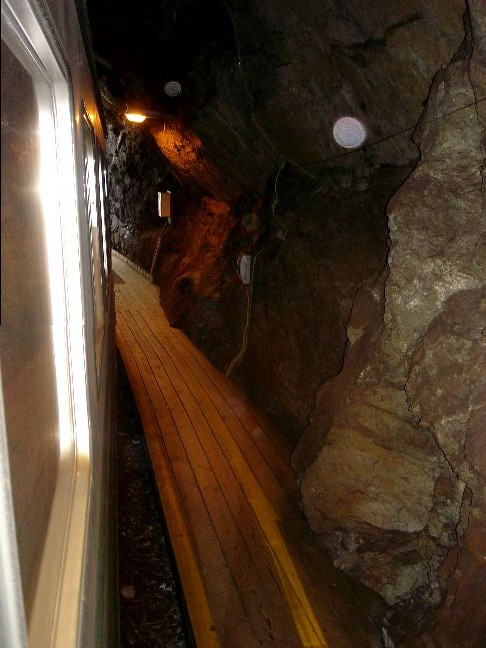
Zastávka Kjosfossen, tesaná ve skále
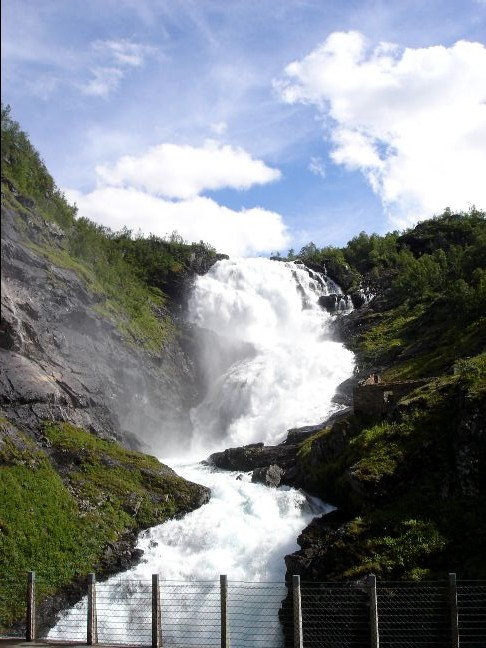
Vodopád u zastávky Kjosfossen
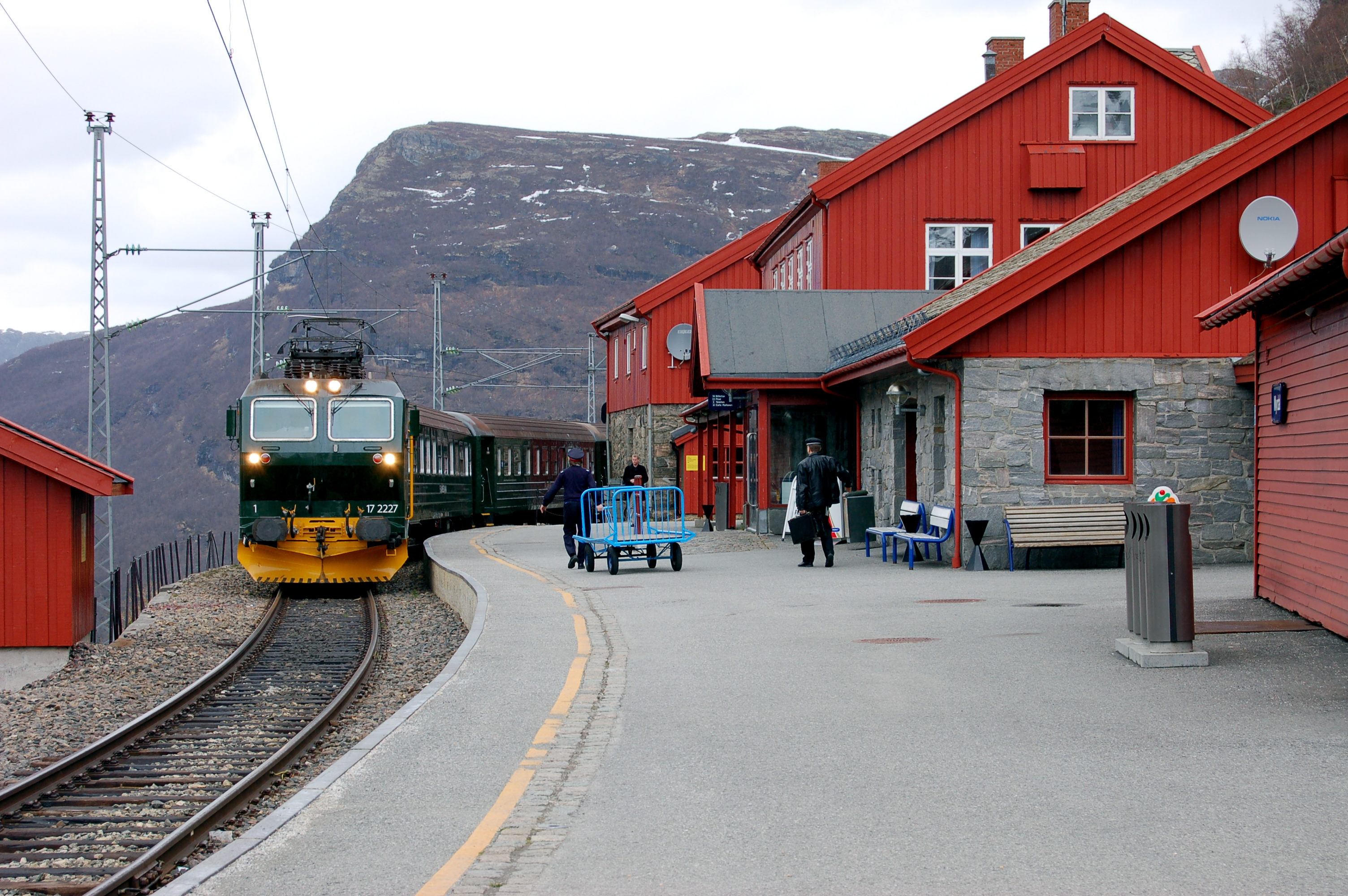
Horní stanice Myrdal
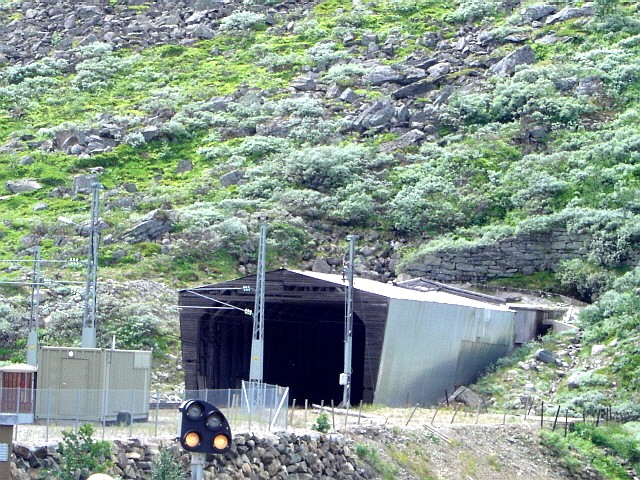
Portál tunelu tratě z Myrdalu do Bergenu